# Pech-David
Pour les articles homonymes, voir David.
Ne doit pas être confondu avec Puech David.
Pech-David , P(u)èg Dàvid (oc) [pɛtʃ ’dabit] ou [pɛt ’dabit], est une colline et un quartier de Toulouse situé tout au sud de la ville (secteur 5) et composé d'un grand parc de 280 ha, culminant à 130 mètres au-dessus de la Garonne et qui domine l'ensemble de la ville rose. 
Pech-David présente une vue sur l'agglomération toulousaine et sur la chaîne des Pyrénées.

## Géologie
Plus généralement, ce nom est attribué à une succession de reliefs de 239 m à 253 m d'altitude qui se poursuivent jusqu'à Venerque. C'est une bande mollassique limitée au nord et à l'est par la vallée de l'Hers-Mort et à l'ouest, par les vallées de la Garonne et de l'Ariège.
Les coteaux du Pech-David sont soumis à une surveillance géologique, étant exposés aux risques de mouvement de terrain.

### Formation
Le massif est issu de la glaciation de Günz avant la formation des terrasses alluviales de la Garonne de la 1re période interglaciaire de Günz-Mindel.

## Histoire
Des traces d'occupation remontant à l'époque néolithique y ont été retrouvées lors de fouilles en 1974 près de l'oppidum de Cluzel,,, et l'oppidum gaulois sur la commune de Vieille-Toulouse.
En août 1799, les royalistes s’en emparent dans leur tentative de prendre Toulouse.
Durant le mandat de Pierre Cohen (2008 - 2014) un projet de téléphérique urbain y est envisagé en vue de surmonter l’obstacle qu'est la colline de Pech-David tout en desservant les hôpitaux qui y sont présents. Il permet aussi l'accès à l'oncopole sur l'autre rive de la Garonne. Les travaux débutent officiellement le 5 juillet 2019 et le téléphérique est mis en service le 14 mai 2022 sous le nom commercial de Téléo. Plus de 50 000 personnes l'ont emprunté le premier weekend car il était gratuit.

## Économie
Le lieu est régulièrement survolé par les avions atterrissant à l'aéroport Toulouse Blagnac.
Deux grands hôpitaux y sont implantés : le CHU de Rangueil et l'hôpital Larrey (ancien hôpital militaire).
Sur ce site se trouvent aussi deux émetteurs, l'un géré par Towercast l'autre par TDF, et une usine de traitement d'eau potable.

## Espace naturel
Réserve naturelle régionale Confluence Garonne-Ariège.

### Flore
On y trouve de nombreuses plantes dont le millepertuis des montagnes et le millepertuis élégant.

## Culture
Une fresque monumentale d’art urbain y est présente depuis 2025 sur le château d'eau de Pouvourville.

## Activités sportives
Base de loisirs, centre équestre, espace vert, randonnée pédestre, piscine, golf de Vieille-Toulouse.
La côte de Pech-David a été empruntée par les coureurs lors de la 11e étape du Tour de France 2025.

## Galerie

Vue sur Toulouse depuis Pech-David.

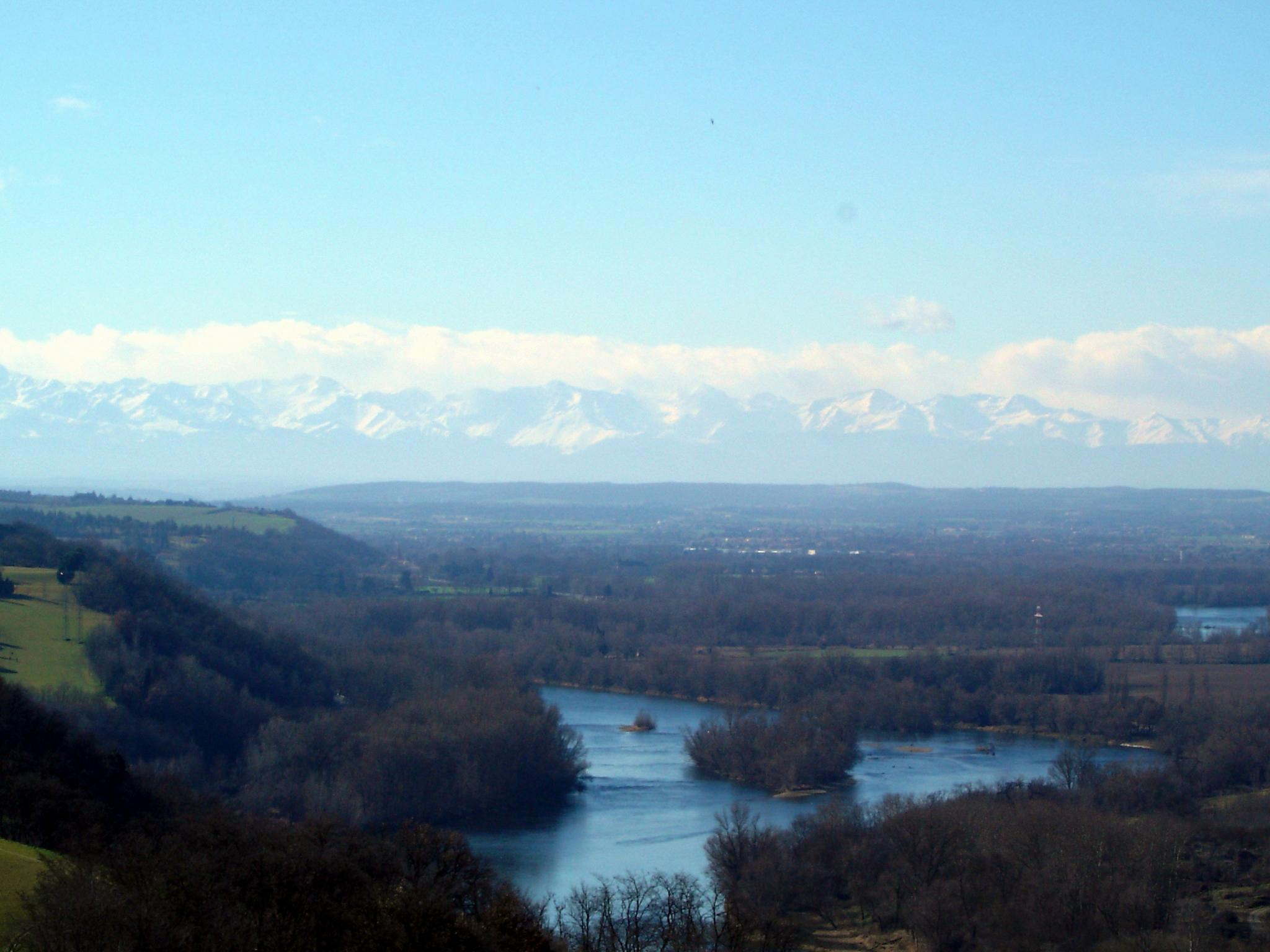
Vue sur la réserve naturelle régionale Confluence Garonne-Ariège et en arrière plan vue sur les Pyrénées.
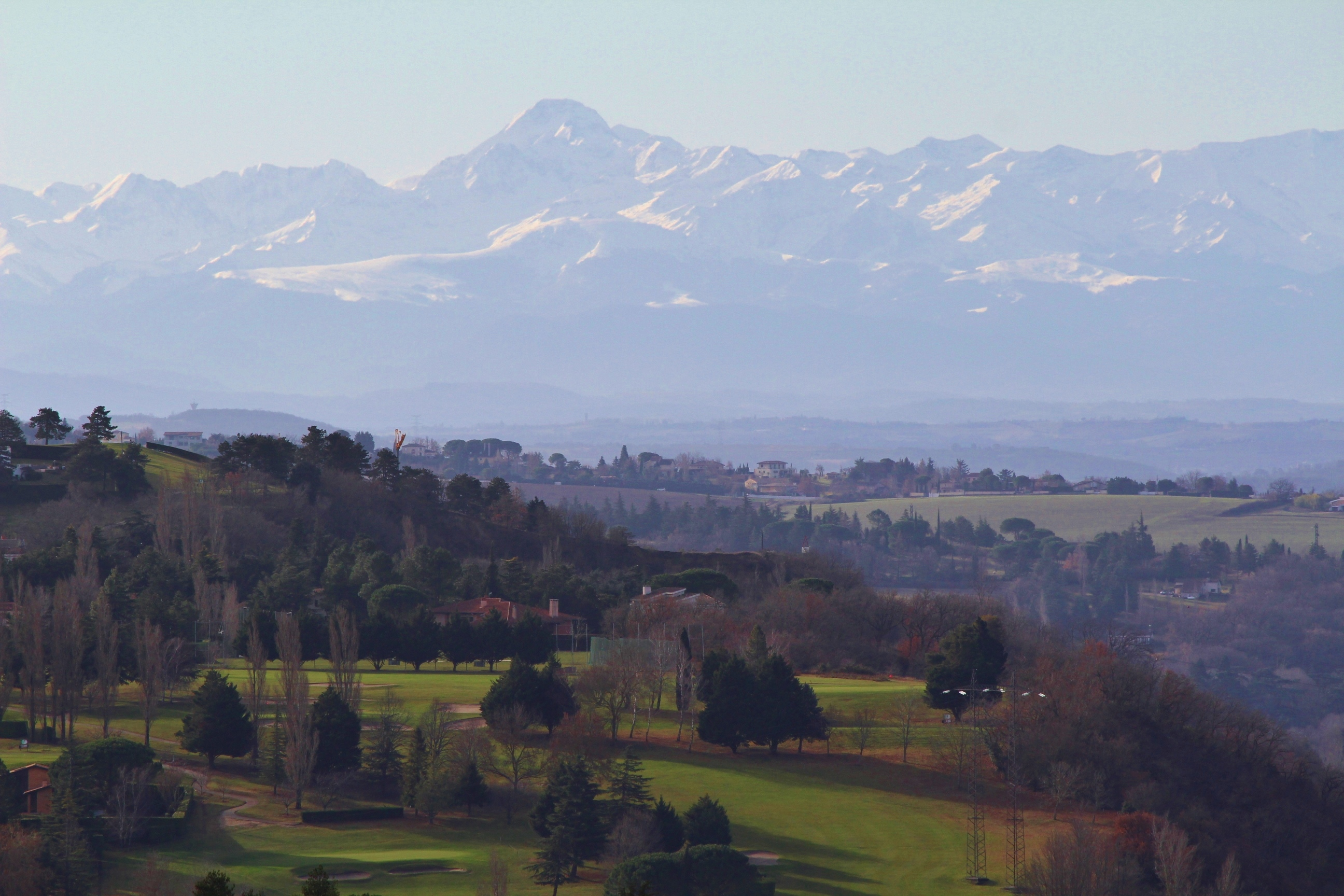
Vue sur les Pyrénées (Mont Valier) depuis Pech-David.
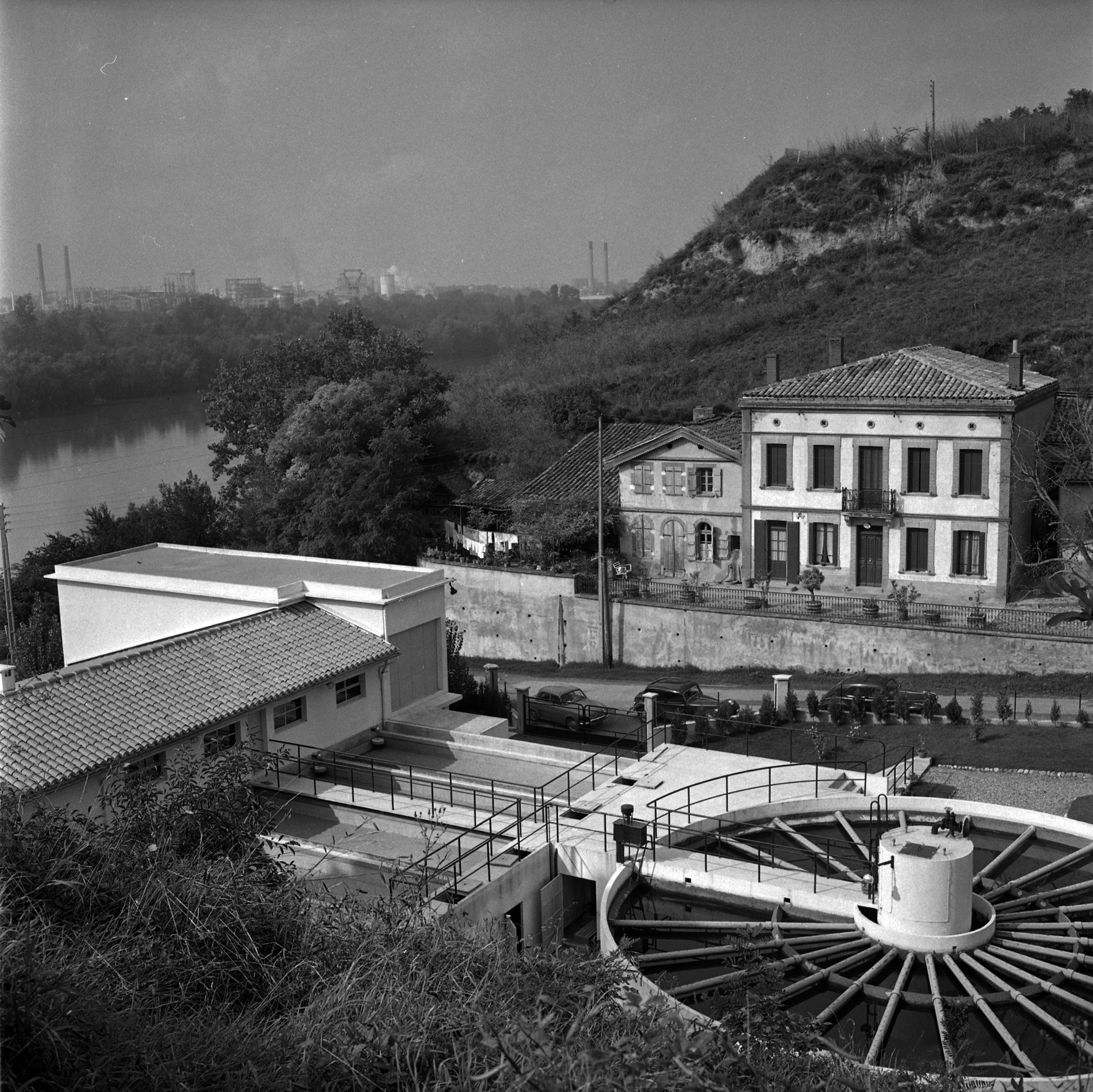
Station de pompage en bordure de la Garonne depuis les coteaux de Pech-David.